# Celldömölk (distrikt)
Celldömölk är ett distrikt i Ungern. Det ligger i provinsen Vas, i den västra delen av landet, 150 km väster om huvudstaden Budapest. Distriktets huvudort är Celldömölk.